# Ferma (Korolivka), Makariv
Ferma (în ucraineană Ферма) este un sat în comuna Korolivka din raionul Makariv, regiunea Kiev, Ucraina.

## Demografie
Componența lingvistică a localității Ferma
     Ucraineană (97,16%)
     Rusă (2,84%)
Conform recensământului din 2001, majoritatea populației localității Ferma era vorbitoare de ucraineană (97,16%), existând în minoritate și vorbitori de rusă (2,84%).